# مولیر (فیلم ۲۰۰۷)
مولیر (به فرانسوی: Molière) فیلمی تولید شده در سال ۲۰۰۷ توسط کارگردان فرانسوی لوران تیرار و با بازی رومن دوریس در نقش مولیر است. این فیلم در ژانویه ۲۰۰۷ در اروپا و در ژوئیه ۲۰۰۷ در ایالات متحده منتشر و به بیست و نهمین جشنواره بین‌المللی فیلم مسکو وارد شد. فابریس لوکینی برنده سیلور جورج برای بهترین بازیگر نقش اول مرد شد. فیلمنامه توسط تیرا و گریگوار وینیرون به نگارش درآمده است.

## بازیگران
- رومن دوریس در نقش ژان-باتیست پوکلن
- فابریس لوکینی در نقش موسیو ژوردن
- لائورا مورانته در نقش المیر ژوردن
- ادوارد بائر در نقش دورانت
- لودیوین سنیه در نقش سلیمن
- فانی والت در نقش آنریت ژوردن
- آنلیز اسم در نقش مارکیز دو پارک
- نیکولا وود در نقش فیلیپ یکم، دوک اورلئان
- فرانسوا سیویل

## نقد فیلم
این فیلم دارای رتبه «معتبر تازه» از ۷۰٪ در وب سایت تجدیدنظر راتن تومیتوز، بر اساس ۸۶ بررسی، با میانگین امتیاز ۶٫۴ از ۱۰ است. این سایت می‌نویسد: «مولیر یک فیلم سطح بالا در زمینه بیوگرافی و طنز است.»